# Нижня (округ П'єштяни)
Нижня (словац. Nižná) — село, громада округу П'єштяни, Трнавський край. Кадастрова площа громади — 8.05 км².
Населення 541 особа (станом на 31 грудня 2020 року).

## Географія
Протікають річка Хтелничка і Лопашовський потік..

## Історія
Нижня згадується 1532 року.

## Населення
| Рік:            | 1994. | 2004.   | 2014.   | 2024.   |
| --------------- | ----- | ------- | ------- | ------- |
| Кількість осіб: | 507   | 517     | 550     | 552     |
| Різниця:        |       | +1,97 % | +6,38 % | +0,36 % |

| Рік:            | 2023. | 2024.   |
| --------------- | ----- | ------- |
| Кількість осіб: | 546   | 552     |
| Різниця:        |       | +1,09 % |